# Convocazioni per il campionato europeo maschile under 21 di calcio 2021
Elenco dei giocatori convocati al Campionato europeo di calcio Under-21 2021 da ciascuna Nazionale partecipante.
Le liste ufficiali, composte da ventitré giocatori (di cui tre portieri), sono state presentate alla UEFA entro 10 giorni dall'inizio del torneo. Fino a ventiquattro ore prima della partita d'esordio della squadra, tuttavia, è ancora ammessa la possibilità di sostituire uno o più convocati in caso di infortunio che ne pregiudichi la disputa del torneo.
Per via della disputa del torneo in due periodi differenti la UEFA ha dato la possibilità alle squadre qualificate per la seconda fase di diramare una seconda lista ufficiale, da presentare prima dell'inizio della fase a eliminazione diretta.
Sono selezionabili i giocatori nati dopo il 1º gennaio 1998.
L'età dei giocatori, il numero di presenze e i gol sono relativi al 24 marzo 2021, data di inizio della manifestazione.

## Gruppo A

### Germania
La squadra è stata annunciata il 15 marzo 2021.
Il 25 maggio 2021 sono stati annunciati i calciatori sostituiti e quelli convocati per la fase a eliminazione diretta del torneo.
Commissario tecnico:  Stefan Kuntz
| N. | Pos. | Giocatore          | Data nascita (età)         | Pres. | Reti | Squadra               |
| -- | ---- | ------------------ | -------------------------- | ----- | ---- | --------------------- |
| 1  | P    | Markus Schubert    | 12 giugno 1998 (22 anni)   | 6     | -4   | Eintracht Francoforte |
| 2  | D    | Josha Vagnoman     | 11 dicembre 2000 (20 anni) | 4     | 0    | Amburgo               |
| 3  | D    | David Raum         | 22 aprile 1998 (22 anni)   | 2     | 0    | Greuther Fürth        |
| 4  | D    | Nico Schlotterbeck | 1º dicembre 1999 (21 anni) | 7     | 3    | Union Berlino         |
| 5  | D    | Amos Pieper        | 17 gennaio 1998 (23 anni)  | 4     | 0    | Arminia Bielefeld     |
| 6  | C    | Niklas Dorsch      | 15 gennaio 1998 (23 anni)  | 8     | 1    | Gent                  |
| 7  | A    | Youssoufa Moukoko  | 20 novembre 2004 (16 anni) | 0     | 0    | Borussia Dortmund     |
| 7  | C    | Florian Wirtz      | 3 maggio 2003 (18 anni)    | 3     | 0    | Bayer Leverkusen      |
| 8  | C    | Arne Maier         | 8 gennaio 1999 (22 anni)   | 12    | 1    | Arminia Bielefeld     |
| 9  | A    | Jonathan Burkardt  | 11 luglio 2000 (20 anni)   | 5     | 2    | Magonza               |
| 10 | A    | Lukas Nmecha       | 14 dicembre 1998 (22 anni) | 14    | 8    | Anderlecht            |
| 11 | A    | Mërgim Berisha     | 11 maggio 1998 (22 anni)   | 7     | 1    | Salisburgo            |
| 12 | P    | Finn Dahmen        | 27 marzo 1998 (22 anni)    | 2     | -2   | Magonza               |
| 13 | C    | Salih Özcan        | 11 gennaio 1998 (23 anni)  | 11    | 1    | Colonia               |
| 14 | D    | Stephan Ambrosius  | 18 dicembre 1998 (22 anni) | 1     | 0    | Amburgo               |
| 14 | D    | Paul Jaeckel       | 22 luglio 1998 (22 anni)   | 1     | 0    | Greuther Fürth        |
| 15 | D    | Ismail Jakobs      | 17 agosto 1999 (21 anni)   | 4     | 0    | Colonia               |
| 16 | D    | Malick Thiaw       | 8 agosto 2001 (19 anni)    | 0     | 0    | Schalke 04            |
| 16 | C    | Shinta Appelkamp   | 1º novembre 2000 (20 anni) | 0     | 0    | Fortuna Düsseldorf    |
| 17 | C    | Anton Stach        | 15 novembre 1998 (22 anni) | 0     | 0    | Greuther Fürth        |
| 18 | A    | Florian Krüger     | 13 febbraio 1999 (22 anni) | 5     | 1    | Erzgebirge Aue        |
| 18 | A    | Karim Adeyemi      | 18 gennaio 2002 (19 anni)  | 0     | 0    | Salisburgo            |
| 19 | D    | Maxim Leitsch      | 18 maggio 1998 (22 anni)   | 3     | 0    | Bochum                |
| 19 | D    | Lars Lukas Mai     | 31 marzo 2000 (21 anni)    | 4     | 0    | Darmstadt             |
| 20 | C    | Vitaly Janelt      | 10 maggio 1998 (22 anni)   | 6     | 0    | Brentford             |
| 21 | D    | Ridle Baku         | 8 aprile 1998 (22 anni)    | 8     | 0    | Wolfsburg             |
| 22 | C    | Mateo Klimowicz    | 6 luglio 2000 (20 anni)    | 0     | 0    | Stoccarda             |
| 23 | P    | Lennart Grill      | 25 gennaio 1999 (22 anni)  | 7     | -7   | Bayer Leverkusen      |

### Paesi Bassi
La squadra è stata annunciata il 15 marzo 2021. Lutsharel Geertruida ha sostituito Jurriën Timber il 21 marzo 2021.
Il 25 maggio 2021 sono stati annunciati i calciatori sostituiti e quelli convocati per la fase a eliminazione diretta del torneo.
Commissario tecnico:  Erwin van de Looi
| N. | Pos. | Giocatore            | Data nascita (età)          | Pres. | Reti | Squadra             |
| -- | ---- | -------------------- | --------------------------- | ----- | ---- | ------------------- |
| 1  | P    | Kjell Scherpen       | 23 gennaio 2000 (21 anni)   | 4     | -3   | Ajax                |
| 2  | D    | Deyovaisio Zeefuik   | 11 marzo 1998 (23 anni)     | 11    | 2    | Hertha Berlino      |
| 3  | D    | Perr Schuurs         | 26 novembre 1999 (21 anni)  | 11    | 0    | Ajax                |
| 4  | D    | Sven Botman          | 12 gennaio 2000 (21 anni)   | 3     | 0    | Lilla               |
| 5  | D    | Mitchel Bakker       | 20 giugno 2000 (20 anni)    | 6     | 0    | Paris Saint-Germain |
| 6  | A    | Ferdi Kadıoğlu       | 7 ottobre 1999 (21 anni)    | 14    | 1    | Fenerbahçe          |
| 7  | A    | Justin Kluivert      | 5 maggio 1999 (21 anni)     | 9     | 4    | RB Lipsia           |
| 8  | C    | Teun Koopmeiners     | 28 febbraio 1998 (23 anni)  | 17    | 4    | AZ Alkmaar          |
| 9  | A    | Myron Boadu          | 14 gennaio 2001 (20 anni)   | 6     | 6    | AZ Alkmaar          |
| 10 | C    | Dani de Wit          | 28 gennaio 1998 (23 anni)   | 12    | 10   | AZ Alkmaar          |
| 11 | A    | Noa Lang             | 17 giugno 1999 (21 anni)    | 6     | 1    | Club Bruges         |
| 11 | A    | Calvin Stengs        | 18 dicembre 1998 (22 anni)  | 5     | 3    | AZ Alkmaar          |
| 12 | D    | Jordan Teze          | 30 settembre 1999 (21 anni) | 3     | 0    | PSV                 |
| 12 | D    | Mats Knoester        | 19 novembre 1998 (22 anni)  | 0     | 0    | Heracles Almelo     |
| 13 | D    | Danilho Doekhi       | 30 giugno 1998 (22 anni)    | 4     | 0    | Vitesse             |
| 14 | A    | Cody Gakpo           | 7 maggio 1999 (21 anni)     | 9     | 4    | PSV                 |
| 14 | D    | Devyne Rensch        | 18 gennaio 2003 (18 anni)   | 0     | 0    | Ajax                |
| 15 | D    | Tyrell Malacia       | 17 agosto 1999 (21 anni)    | 4     | 0    | Feyenoord           |
| 16 | P    | Justin Bijlow        | 22 gennaio 1998 (23 anni)   | 11    | -11  | Feyenoord           |
| 17 | C    | Jurgen Ekkelenkamp   | 5 aprile 2000 (20 anni)     | 2     | 3    | Ajax                |
| 18 | D    | Lutsharel Geertruida | 18 giugno 2000 (20 anni)    | 0     | 0    | Feyenoord           |
| 18 | C    | Azor Matusiwa        | 28 aprile 1998 (23 anni)    | 2     | 0    | Groningen           |
| 19 | A    | Brian Brobbey        | 1º febbraio 2002 (19 anni)  | 0     | 0    | Ajax                |
| 20 | C    | Abdou Harroui        | 13 gennaio 1998 (23 anni)   | 9     | 1    | Sparta Rotterdam    |
| 20 | A    | Kaj Sierhuis         | 27 aprile 1998 (23 anni)    | 12    | 9    | Stade Reims         |
| 21 | A    | Javairô Dilrosun     | 22 giugno 1998 (22 anni)    | 7     | 2    | Hertha Berlino      |
| 22 | C    | Ludovit Reis         | 1º giugno 2000 (20 anni)    | 8     | 0    | Osnabrück           |
| 23 | P    | Maarten Paes         | 14 maggio 1998 (22 anni)    | 5     | -3   | Utrecht             |

### Romania
La squadra è stata annunciata il 14 marzo 2021. Adrian Petre ha sostituito Valentin Costache il 19 marzo 2021.
Commissario tecnico:  Adrian Mutu
| N. | Pos. | Giocatore         | Data nascita (età)          | Pres. | Reti | Squadra            |
| -- | ---- | ----------------- | --------------------------- | ----- | ---- | ------------------ |
| 1  | P    | Andrei Vlad       | 14 aprile 1999 (21 anni)    | 9     | -4   | FCSB               |
| 2  | D    | Radu Boboc        | 24 aprile 1999 (21 anni)    | 13    | 0    | Viitorul Costanza  |
| 3  | D    | Raul Opruț        | 4 gennaio 1998 (23 anni)    | 2     | 0    | Hermannstadt       |
| 4  | D    | Alexandru Pașcanu | 28 settembre 1998 (22 anni) | 25    | 0    | Ponferradina       |
| 5  | D    | Radu Drăgușin     | 3 febbraio 2002 (19 anni)   | 2     | 0    | Juventus           |
| 6  | C    | Marco Dulca       | 11 maggio 1999 (21 anni)    | 7     | 0    | Chindia Târgoviște |
| 7  | A    | George Cîmpanu    | 8 ottobre 2000 (20 anni)    | 0     | 0    | U Craiova          |
| 8  | C    | Marius Marin      | 30 agosto 1998 (22 anni)    | 6     | 0    | Pisa               |
| 9  | A    | George Ganea      | 26 maggio 1999 (21 anni)    | 7     | 1    | Viitorul Costanza  |
| 10 | C    | Olimpiu Moruțan   | 25 aprile 1999 (21 anni)    | 12    | 1    | FCSB               |
| 11 | C    | Andrei Ciobanu    | 18 gennaio 1998 (23 anni)   | 19    | 3    | Viitorul Costanza  |
| 12 | P    | Mihai Aioani      | 7 novembre 1999 (21 anni)   | 2     | -3   | Chindia Târgoviște |
| 13 | D    | Denis Ciobotariu  | 10 giugno 1998 (22 anni)    | 3     | 0    | CFR Cluj           |
| 14 | C    | Răzvan Oaidă      | 2 marzo 1998 (23 anni)      | 8     | 0    | FCSB               |
| 15 | D    | Andrei Chindriș   | 12 gennaio 1999 (22 anni)   | 7     | 0    | Botoșani           |
| 16 | D    | Denis Haruț       | 25 febbraio 1999 (22 anni)  | 4     | 1    | FCSB               |
| 17 | C    | Octavian Popescu  | 27 dicembre 2002 (18 anni)  | 0     | 0    | FCSB               |
| 18 | C    | Cătălin Itu       | 26 ottobre 1999 (21 anni)   | 4     | 0    | CFR Cluj           |
| 19 | D    | Ștefan Vlădoiu    | 28 dicembre 1998 (22 anni)  | 2     | 0    | U Craiova          |
| 20 | A    | Alexandru Mățan   | 29 settembre 1999 (21 anni) | 7     | 1    | Columbus Crew      |
| 21 | A    | Adrian Petre      | 11 febbraio 1998 (23 anni)  | 15    | 5    | UTA Arad           |
| 22 | C    | Darius Olaru      | 3 marzo 1998 (23 anni)      | 13    | 2    | FCSB               |
| 23 | P    | Mihai Eșanu       | 25 luglio 1998 (22 anni)    | 0     | 0    | Dinamo Bucarest    |

### Ungheria
La squadra è stata annunciata il 15 marzo 2021. Martin Auerbach ha sostituito Patrik Demjén il 17 marzo 2021, Csaba Bukta e Bence Bíró hanno sostituito gli infortunati Palkó Dárdai e Dániel Zsóri il 23 marzo 2021.
Commissario tecnico:  Zoltán Gera
| N. | Pos. | Giocatore        | Data nascita (età)          | Pres. | Reti | Squadra         |
| -- | ---- | ---------------- | --------------------------- | ----- | ---- | --------------- |
| 1  | P    | Martin Auerbach  | 3 novembre 2002 (18 anni)   | 0     | 0    | Puskás Akadémia |
| 2  | D    | Benedek Varju    | 21 maggio 2001 (19 anni)    | 0     | 0    | MTK Budapest    |
| 3  | D    | Attila Mocsi     | 29 maggio 2000 (20 anni)    | 0     | 0    | Haladás         |
| 4  | D    | Botond Balogh    | 6 giugno 2002 (18 anni)     | 2     | 0    | Parma           |
| 5  | D    | András Huszti    | 29 gennaio 2001 (20 anni)   | 0     | 0    | Budafok         |
| 6  | C    | Martin Palincsár | 3 gennaio 1999 (22 anni)    | 4     | 0    | MTK Budapest    |
| 7  | A    | Tamás Kiss       | 24 novembre 2000 (20 anni)  | 3     | 1    | Puskás Akadémia |
| 8  | C    | Szabolcs Mezei   | 18 ottobre 2000 (20 anni)   | 2     | 0    | MTK Budapest    |
| 9  | A    | Bence Bíró       | 14 luglio 1998 (22 anni)    | 0     | 0    | MTK Budapest    |
| 10 | C    | Adrián Szőke     | 1º luglio 1998 (22 anni)    | 2     | 1    | Heracles Almelo |
| 11 | A    | Alen Skribek     | 11 aprile 2001 (19 anni)    | 0     | 0    | Budafok         |
| 12 | P    | Balázs Bese      | 22 gennaio 1999 (22 anni)   | 1     | -2   | Budafok         |
| 13 | D    | Olivér Tamás     | 14 aprile 2001 (19 anni)    | 0     | 0    | Paks            |
| 14 | C    | Kristóf Hinora   | 5 febbraio 1998 (23 anni)   | 7     | 0    | Vasas           |
| 15 | C    | Mihály Kata      | 13 aprile 2002 (18 anni)    | 0     | 0    | MTK Budapest    |
| 16 | C    | Norbert Szendrei | 27 marzo 2000 (20 anni)     | 1     | 1    | Honvéd          |
| 17 | A    | Donát Bárány     | 4 settembre 2000 (20 anni)  | 1     | 0    | Debrecen        |
| 18 | D    | Bendegúz Bolla   | 22 novembre 1999 (21 anni)  | 5     | 0    | Fehérvár        |
| 19 | D    | László Deutsch   | 9 marzo 1999 (22 anni)      | 1     | 0    | Puskás Akadémia |
| 20 | C    | Csaba Bukta      | 25 luglio 2001 (19 anni)    | 0     | 0    | Altach          |
| 21 | C    | András Csonka    | 1º maggio 2000 (20 anni)    | 3     | 0    | Budafok         |
| 22 | P    | Péter Kovács     | 10 febbraio 2000 (21 anni)  | 0     | 0    | Budaörs         |
| 23 | A    | Márk Kovácsréti  | 1º settembre 2000 (20 anni) | 4     | 0    | Kisvárda        |

## Gruppo B

### Italia
La squadra è stata annunciata il 15 marzo 2021. Lorenzo Colombo ha sostituito Andrea Pinamonti il 19 marzo 2021.
Il 25 maggio 2021 sono stati annunciati i calciatori sostituiti e quelli convocati per la fase a eliminazione diretta del torneo.
Commissario tecnico:  Paolo Nicolato
| N. | Pos. | Giocatore            | Data nascita (età)          | Pres. | Reti | Squadra   |
| -- | ---- | -------------------- | --------------------------- | ----- | ---- | --------- |
| 1  | P    | Alessandro Plizzari  | 12 marzo 2000 (21 anni)     | 2     | -1   | Reggina   |
| 2  | D    | Raoul Bellanova      | 17 maggio 2000 (20 anni)    | 3     | 0    | Pescara   |
| 3  | D    | Gianluca Frabotta    | 24 giugno 1999 (21 anni)    | 2     | 0    | Juventus  |
| 3  | D    | Pietro Beruatto      | 21 dicembre 1998 (22 anni)  | 0     | 0    | Vicenza   |
| 4  | D    | Matteo Gabbia        | 21 ottobre 1999 (21 anni)   | 5     | 0    | Milan     |
| 4  | C    | Samuele Ricci        | 21 agosto 2001 (19 anni)    | 3     | 0    | Empoli    |
| 5  | D    | Riccardo Marchizza   | 26 marzo 1998 (22 anni)     | 7     | 1    | Spezia    |
| 5  | D    | Alessandro Vogliacco | 14 settembre 1998 (22 anni) | 3     | 0    | Pordenone |
| 6  | D    | Matteo Lovato        | 14 febbraio 2000 (21 anni)  | 1     | 0    | Verona    |
| 7  | C    | Davide Frattesi      | 22 settembre 1999 (21 anni) | 6     | 2    | Monza     |
| 8  | C    | Sandro Tonali        | 8 maggio 2000 (20 anni)     | 5     | 0    | Milan     |
| 8  | C    | Youssef Maleh        | 22 agosto 1998 (22 anni)    | 5     | 1    | Venezia   |
| 9  | A    | Lorenzo Colombo      | 8 marzo 2002 (19 anni)      | 0     | 0    | Cremonese |
| 9  | A    | Andrea Pinamonti     | 19 maggio 1999 (22 anni)    | 9     | 2    | Inter     |
| 10 | A    | Patrick Cutrone      | 3 gennaio 1998 (23 anni)    | 21    | 8    | Valencia  |
| 11 | A    | Gianluca Scamacca    | 1º gennaio 1999 (22 anni)   | 12    | 7    | Genoa     |
| 12 | P    | Marco Carnesecchi    | 1º luglio 2000 (20 anni)    | 8     | -4   | Cremonese |
| 13 | D    | Luca Ranieri         | 23 aprile 1999 (21 anni)    | 5     | 0    | SPAL      |
| 14 | C    | Nicolò Rovella       | 4 dicembre 2001 (19 anni)   | 2     | 0    | Genoa     |
| 15 | D    | Enrico Delprato      | 10 novembre 1999 (21 anni)  | 8     | 1    | Reggina   |
| 16 | D    | Lorenzo Pirola       | 20 febbraio 2002 (19 anni)  | 1     | 0    | Monza     |
| 17 | D    | Gabriele Zappa       | 22 dicembre 1999 (21 anni)  | 1     | 0    | Cagliari  |
| 18 | C    | Tommaso Pobega       | 15 luglio 1999 (21 anni)    | 2     | 2    | Spezia    |
| 19 | D    | Marco Sala           | 4 giugno 1999 (21 anni)     | 9     | 0    | SPAL      |
| 20 | A    | Giacomo Raspadori    | 18 febbraio 2000 (21 anni)  | 4     | 2    | Sassuolo  |
| 21 | C    | Giulio Maggiore      | 12 marzo 1998 (23 anni)     | 5     | 0    | Spezia    |
| 22 | P    | Michele Cerofolini   | 6 luglio 2000 (20 anni)     | 2     | -1   | Reggiana  |
| 23 | A    | Riccardo Sottil      | 3 giugno 1999 (21 anni)     | 11    | 3    | Cagliari  |

### Rep. Ceca
La squadra è stata annunciata il 15 marzo 2021.
Commissario tecnico:  Karel Krejčí
| N. | Pos. | Giocatore        | Data nascita (età)         | Pres. | Reti | Squadra             |
| -- | ---- | ---------------- | -------------------------- | ----- | ---- | ------------------- |
| 1  | P    | Matěj Kovář      | 17 maggio 2000 (20 anni)   | 0     | 0    | Manchester Utd      |
| 2  | D    | Martin Vitík     | 21 gennaio 2003 (18 anni)  | 0     | 0    | Sparta Praga        |
| 3  | D    | Matěj Chaluš     | 2 febbraio 1998 (23 anni)  | 13    | 0    | Slovan Liberec      |
| 4  | D    | Libor Holík      | 12 maggio 1998 (22 anni)   | 12    | 1    | Jablonec            |
| 5  | D    | Dominik Plechatý | 18 aprile 1999 (21 anni)   | 11    | 0    | Sparta Praga        |
| 6  | C    | Michal Sadílek   | 31 maggio 1999 (21 anni)   | 11    | 0    | Slovan Liberec      |
| 7  | C    | Pavel Bucha      | 11 marzo 1998 (23 anni)    | 11    | 2    | Viktoria Plzeň      |
| 8  | C    | Filip Havelka    | 21 gennaio 1998 (23 anni)  | 11    | 0    | Dyn. Č. Budějovice  |
| 9  | C    | Dominik Janošek  | 13 giugno 1998 (22 anni)   | 13    | 2    | Trinity Zlín        |
| 10 | A    | Ondřej Šašinka   | 21 marzo 1998 (23 anni)    | 11    | 5    | Baník Ostrava       |
| 11 | C    | Ladislav Krejčí  | 20 aprile 1999 (21 anni)   | 9     | 5    | Sparta Praga        |
| 12 | A    | Ondřej Lingr     | 7 ottobre 1998 (22 anni)   | 4     | 0    | Slavia Praga        |
| 13 | C    | Michal Kohút     | 4 giugno 2000 (20 anni)    | 1     | 0    | Slovácko            |
| 14 | C    | Patrik Žitný     | 21 gennaio 1999 (22 anni)  | 9     | 1    | Teplice             |
| 15 | D    | Michal Fukala    | 22 ottobre 2000 (20 anni)  | 0     | 0    | Slovan Liberec      |
| 16 | P    | Martin Jedlička  | 24 gennaio 1998 (23 anni)  | 10    | -6   | DAC Dunajská Streda |
| 17 | C    | Tomáš Ostrák     | 5 febbraio 2000 (21 anni)  | 1     | 0    | Karviná             |
| 18 | D    | Denis Granečný   | 7 settembre 1998 (22 anni) | 13    | 0    | Emmen               |
| 19 | C    | Adam Karabec     | 2 luglio 2003 (17 anni)    | 1     | 0    | Sparta Praga        |
| 20 | A    | Václav Drchal    | 25 luglio 1999 (21 anni)   | 6     | 3    | Mladá Boleslav      |
| 21 | C    | Pavel Šulc       | 29 dicembre 2000 (20 anni) | 4     | 1    | Viktoria Plzeň      |
| 22 | A    | Antonín Vaníček  | 22 aprile 1998 (22 anni)   | 17    | 1    | Bohemians 1905      |
| 23 | P    | Matouš Trmal     | 2 ottobre 1998 (22 anni)   | 4     | -3   | Vitória Guimarães   |

### Slovenia
La squadra è stata annunciata il 15 marzo 2021.
Commissario tecnico:  Milenko Ačimovič
| N. | Pos. | Giocatore         | Data nascita (età)         | Pres. | Reti | Squadra             |
| -- | ---- | ----------------- | -------------------------- | ----- | ---- | ------------------- |
| 1  | P    | Igor Vekič        | 6 maggio 1998 (22 anni)    | 4     | 0    | Bravo               |
| 2  | D    | Žan Rogelj        | 25 novembre 1999 (21 anni) | 10    | 0    | WSG Swarovski Tirol |
| 3  | D    | Dušan Stojinović  | 26 agosto 2000 (20 anni)   | 7     | 0    | Celje               |
| 4  | D    | David Brekalo     | 3 dicembre 1998 (22 anni)  | 11    | 1    | Bravo               |
| 5  | D    | Žan Zaletel       | 16 dicembre 1999 (21 anni) | 10    | 0    | Celje               |
| 6  | D    | Jan Gorenc        | 26 luglio 1999 (21 anni)   | 3     | 0    | NŠ Mura             |
| 7  | C    | Tomi Horvat       | 24 marzo 1999 (22 anni)    | 8     | 1    | NŠ Mura             |
| 8  | C    | Dejan Petrovič    | 12 gennaio 1998 (23 anni)  | 9     | 2    | Rapid Vienna        |
| 9  | A    | Žan Medved        | 14 giugno 1999 (21 anni)   | 3     | 2    | Wisła Cracovia      |
| 10 | C    | Timi Max Elšnik   | 29 aprile 1998 (22 anni)   | 3     | 0    | Olimpia Lubiana     |
| 11 | A    | Žan Celar         | 14 marzo 1999 (22 anni)    | 8     | 1    | Cremonese           |
| 12 | P    | Martin Turk       | 21 agosto 2003 (17 anni)   | 0     | 0    | Parma               |
| 13 | D    | Andraž Žinič      | 12 febbraio 1999 (22 anni) | 0     | 0    | Domžale             |
| 14 | C    | Tamar Svetlin     | 30 luglio 2001 (19 anni)   | 2     | 0    | Domžale             |
| 15 | C    | Sandi Ogrinec     | 5 giugno 1998 (22 anni)    | 2     | 0    | Bravo               |
| 16 | C    | Adam Gnezda Čerin | 16 luglio 1999 (21 anni)   | 9     | 0    | Rijeka              |
| 17 | A    | Aljoša Matko      | 29 marzo 2000 (20 anni)    | 3     | 1    | Maribor             |
| 18 | A    | Dario Kolobarić   | 6 febbraio 2000 (21 anni)  | 0     | 0    | Domžale             |
| 19 | A    | Nik Prelec        | 10 giugno 2001 (19 anni)   | 1     | 1    | Sampdoria           |
| 20 | D    | Sven Karić        | 7 marzo 1998 (23 anni)     | 0     | 0    | Domžale             |
| 21 | D    | Aljaž Ploj        | 30 agosto 1998 (22 anni)   | 5     | 0    | Aluminij            |
| 22 | P    | Žan-Luk Leban     | 15 dicembre 2002 (18 anni) | 0     | 0    | Everton             |
| 23 | D    | Žan Kolmanič      | 3 marzo 2000 (21 anni)     | 1     | 0    | Austin FC           |

### Spagna
La squadra è stata annunciata il 15 marzo 2021.
Il 25 maggio 2021 sono stati annunciati i calciatori sostituiti e quelli convocati per la fase a eliminazione diretta del torneo.
Commissario tecnico:  Luis de la Fuente
| N. | Pos. | Giocatore                 | Data nascita (età)         | Pres. | Reti | Squadra           |
| -- | ---- | ------------------------- | -------------------------- | ----- | ---- | ----------------- |
| 1  | P    | Álvaro Fernández Llorente | 13 aprile 1998 (22 anni)   | 5     | -2   | Huesca            |
| 2  | D    | Pipa                      | 26 gennaio 1998 (23 anni)  | 3     | 0    | Huddersfield Town |
| 3  | D    | Adrià Pedrosa             | 13 maggio 1998 (22 anni)   | 7     | 2    | Espanyol          |
| 4  | D    | Hugo Guillamón            | 31 gennaio 2000 (21 anni)  | 4     | 1    | Valencia          |
| 5  | D    | Jorge Cuenca              | 17 novembre 1999 (21 anni) | 7     | 0    | Almería           |
| 6  | C    | Martín Zubimendi          | 2 febbraio 1999 (22 anni)  | 3     | 0    | Real Sociedad     |
| 7  | C    | Alejandro Pozo            | 22 febbraio 1999 (22 anni) | 8     | 0    | Eibar             |
| 8  | C    | Fran Beltrán              | 3 febbraio 1999 (22 anni)  | 9     | 0    | Celta Vigo        |
| 9  | A    | Abel Ruiz                 | 28 gennaio 2000 (21 anni)  | 3     | 0    | Braga             |
| 10 | C    | Gonzalo Villar            | 23 marzo 1998 (23 anni)    | 5     | 0    | Roma              |
| 11 | D    | Marc Cucurella            | 22 luglio 1998 (22 anni)   | 7     | 1    | Getafe            |
| 12 | D    | Juan Miranda              | 19 gennaio 2000 (21 anni)  | 3     | 0    | Betis             |
| 13 | P    | Josep Martínez            | 27 maggio 1998 (22 anni)   | 3     | 0    | RB Lipsia         |
| 14 | D    | Óscar Mingueza            | 13 maggio 1999 (21 anni)   | 0     | 0    | Barcellona        |
| 15 | C    | Jon Moncayola             | 13 maggio 1998 (22 anni)   | 8     | 1    | Osasuna           |
| 15 | D    | Alejandro Francés         | 1º agosto 2002 (18 anni)   | 0     | 0    | Real Saragozza    |
| 16 | C    | Manu García               | 2 gennaio 1998 (23 anni)   | 5     | 2    | Sporting Gijón    |
| 16 | C    | Antonio Blanco            | 23 luglio 2000 (20 anni)   | 0     | 0    | Real Madrid       |
| 17 | C    | Brahim Díaz               | 3 agosto 1999 (21 anni)    | 5     | 2    | Milan             |
| 17 | A    | Bryan Gil                 | 11 febbraio 2001 (20 anni) | 3     | 0    | Eibar             |
| 18 | A    | Javi Puado                | 25 maggio 1998 (22 anni)   | 5     | 0    | Espanyol          |
| 19 | A    | Dani Gómez                | 30 luglio 1998 (22 anni)   | 6     | 2    | Levante           |
| 19 | A    | Fernando Niño             | 24 ottobre 2000 (20 anni)  | 0     | 0    | Villarreal        |
| 20 | C    | Riqui Puig                | 13 agosto 1999 (21 anni)   | 3     | 0    | Barcellona        |
| 21 | C    | Ander Barrenetxea         | 27 dicembre 2001 (19 anni) | 2     | 1    | Real Sociedad     |
| 21 | C    | Oihan Sancet              | 25 aprile 2000 (21 anni)   | 1     | 0    | Athletic Bilbao   |
| 22 | A    | Yéremi Pino               | 20 ottobre 2002 (18 anni)  | 0     | 0    | Villarreal        |
| 22 | D    | Óscar Gil Regaño          | 26 aprile 1998 (23 anni)   | 0     | 0    | Espanyol          |
| 23 | P    | Álex Domínguez            | 30 luglio 1998 (22 anni)   | 0     | 0    | Las Palmas        |
| 23 | P    | Iñaki Peña                | 2 marzo 1999 (22 anni)     | 1     | 0    | Barcellona B      |

## Gruppo C

### Danimarca
La squadra è stata annunciata il 15 marzo 2021.
Il 25 maggio 2021 sono stati annunciati i calciatori sostituiti e quelli convocati per la fase a eliminazione diretta del torneo.
Commissario tecnico:  Albert Capellas
| N. | Pos. | Giocatore                 | Data nascita (età)          | Pres. | Reti | Squadra             |
| -- | ---- | ------------------------- | --------------------------- | ----- | ---- | ------------------- |
| 1  | P    | Oliver Christensen        | 22 maggio 1999 (21 anni)    | 10    | 0    | Odense              |
| 2  | D    | Mads Roerslev Rasmussen   | 13 ottobre 1999 (21 anni)   | 4     | 0    | Brentford           |
| 3  | D    | Andreas Poulsen           | 1º maggio 2000 (20 anni)    | 14    | 1    | Austria Vienna      |
| 4  | D    | Mads Bech Sørensen        | 7 gennaio 1999 (22 anni)    | 6     | 0    | Brentford           |
| 4  | D    | Simon Graves Jensen       | 22 maggio 1999 (22 anni)    | 0     | 0    | Randers             |
| 5  | D    | Victor Nelsson            | 14 ottobre 1999 (21 anni)   | 30    | 1    | Copenaghen          |
| 6  | C    | Nikolas Nartey            | 22 febbraio 2000 (21 anni)  | 10    | 1    | Sandhausen          |
| 7  | A    | Nikolai Laursen           | 19 febbraio 1998 (23 anni)  | 9     | 5    | Emmen               |
| 8  | C    | Jesper Lindstrøm          | 29 febbraio 2000 (21 anni)  | 4     | 2    | Brøndby             |
| 9  | A    | Nikolai Baden Frederiksen | 18 maggio 2000 (20 anni)    | 0     | 0    | WSG Swarovski Tirol |
| 10 | C    | Jacob Bruun Larsen        | 19 settembre 1998 (22 anni) | 25    | 6    | Anderlecht          |
| 11 | A    | Anders Dreyer             | 02 maggio 1998 (22 anni)    | 17    | 0    | Midtjylland         |
| 12 | D    | Sebastian Hausner         | 11 aprile 2000 (20 anni)    | 1     | 0    | Aarhus              |
| 13 | D    | Frederik Alves Ibsen      | 8 novembre 1999 (21 anni)   | 5     | 0    | West Ham Utd        |
| 14 | A    | Morten Hjulmand           | 25 giugno 1999 (21 anni)    | 6     | 0    | Lecce               |
| 15 | D    | Rasmus Carstensen         | 1º gennaio 2000 (21 anni)   | 4     | 0    | Silkeborg           |
| 16 | P    | Peter Vindahl Jensen      | 16 febbraio 1998 (23 anni)  | 3     | 0    | Nordsjælland        |
| 17 | A    | Mohamed Daramy            | 7 gennaio 2002 (19 anni)    | 3     | 0    | Copenaghen          |
| 18 | C    | Victor Jensen             | 8 febbraio 2000 (21 anni)   | 3     | 2    | Nordsjælland        |
| 18 | D    | Victor Kristiansen        | 16 dicembre 2002 (18 anni)  | 0     | 0    | Copenaghen          |
| 19 | C    | Gustav Isaksen            | 19 aprile 2001 (19 anni)    | 4     | 0    | Midtjylland         |
| 20 | C    | Magnus Kofod Andersen     | 10 maggio 1999 (21 anni)    | 2     | 0    | Nordsjælland        |
| 21 | A    | Carlo Holse               | 2 giugno 1999 (21 anni)     | 13    | 1    | Rosenborg           |
| 22 | P    | Mads Hermansen            | 11 luglio 2000 (20 anni)    | 0     | 0    | Brøndby             |
| 23 | A    | Wahid Faghir              | 29 luglio 2003 (17 anni)    | 0     | 0    | Vejle               |

### Francia
La squadra è stata annunciata il 15 marzo 2021. Alexis Claude-Maurice e Armand Laurienté hanno sostituito Houssem Aouar e Moussa Diaby il 21 marzo 2021.
Il 25 maggio 2021 sono stati annunciati i calciatori sostituiti e quelli convocati per la fase a eliminazione diretta del torneo.
Commissario tecnico:  Sylvain Ripoll
| N. | Pos. | Giocatore             | Data nascita (età)         | Pres. | Reti | Squadra                       |
| -- | ---- | --------------------- | -------------------------- | ----- | ---- | ----------------------------- |
| 1  | P    | Alban Lafont          | 23 gennaio 1999 (22 anni)  | 11    | -10  | Nantes                        |
| 1  | P    | Etienne Green         | 19 luglio 2000 (20 anni)   | 0     | 0    | Template:Calcio Saint Etienne |
| 2  | D    | Pierre Kalulu         | 5 giugno 2000 (20 anni)    | 0     | 0    | Milan                         |
| 3  | D    | Wesley Fofana         | 17 dicembre 2000 (20 anni) | 2     | 0    | Leicester City                |
| 3  | D    | Axel Disasi           | 11 marzo 1998 (23 anni)    | 0     | 0    | Monaco                        |
| 4  | C    | Boubacar Kamara       | 23 novembre 1999 (21 anni) | 8     | 0    | Olympique Marsiglia           |
| 4  | D    | Dayot Upamecano       | 27 ottobre 1998 (22 anni)  | 15    | 0    | RB Lipsia                     |
| 5  | D    | Benoît Badiashile     | 26 marzo 2001 (19 anni)    | 4     | 0    | Monaco                        |
| 6  | D    | Ibrahima Konaté       | 25 maggio 1999 (21 anni)   | 11    | 0    | RB Lipsia                     |
| 7  | D    | Adrien Truffert       | 20 novembre 2001 (19 anni) | 2     | 0    | Rennes                        |
| 7  | D    | Nicolas Cozza         | 8 gennaio 1999 (22 anni)   | 7     | 0    | Montpellier                   |
| 8  | C    | Alexis Claude-Maurice | 6 giugno 1998 (22 anni)    | 0     | 0    | Nizza                         |
| 8  | C    | Houssem Aouar         | 30 giugno 1998 (22 anni)   | 16    | 4    | Olympique Lione               |
| 9  | A    | Amine Gouiri          | 16 febbraio 2000 (21 anni) | 8     | 4    | Nizza                         |
| 10 | C    | Mattéo Guendouzi      | 14 aprile 1999 (21 anni)   | 11    | 0    | Hertha Berlino                |
| 10 | C    | Maxence Caqueret      | 15 febbraio 2000 (21 anni) | 4     | 0    | Olympique Lione               |
| 11 | A    | Jonathan Ikoné        | 2 maggio 1998 (22 anni)    | 14    | 3    | Lilla                         |
| 12 | D    | Jules Koundé          | 12 novembre 1998 (22 anni) | 4     | 1    | Siviglia                      |
| 12 | C    | Youssouf Fofana       | 10 gennaio 1999 (22 anni)  | 2     | 0    | Monaco                        |
| 13 | D    | Colin Dagba           | 6 settembre 1998 (22 anni) | 7     | 0    | Paris Saint-Germain           |
| 14 | C    | Aurélien Tchouaméni   | 27 gennaio 2000 (21 anni)  | 0     | 0    | Monaco                        |
| 15 | C    | Romain Faivre         | 2 marzo 2000 (21 anni)     | 1     | 1    | Brest                         |
| 16 | P    | Dimitry Bertaud       | 6 giugno 1998 (22 anni)    | 1     | -1   | Montpellier                   |
| 17 | C    | Eduardo Camavinga     | 10 novembre 2002 (18 anni) | 1     | 0    | Rennes                        |
| 18 | A    | Randal Kolo Muani     | 5 dicembre 1998 (22 anni)  | 4     | 1    | Nantes                        |
| 18 | A    | Arnaud Kalimuendo     | 15 maggio 2003 (18 anni)   | 1     | 0    | Lens                          |
| 19 | A    | Armand Laurienté      | 4 dicembre 1998 (22 anni)  | 0     | 0    | Lorient                       |
| 19 | A    | Moussa Diaby          | 7 luglio 1999 (21 anni)    | 11    | 0    | Bayer Leverkusen              |
| 20 | C    | Boubakary Soumaré     | 27 febbraio 1999 (22 anni) | 4     | 0    | Lilla                         |
| 21 | D    | Faitout Maouassa      | 6 luglio 1998 (22 anni)    | 3     | 0    | Rennes                        |
| 22 | A    | Odsonne Édouard       | 16 gennaio 1998 (23 anni)  | 10    | 15   | Celtic                        |
| 23 | P    | Illan Meslier         | 2 gennaio 1998 (23 anni)   | 0     | 0    | Leeds Utd                     |

### Islanda
La squadra è stata annunciata il 18 marzo 2021.
Commissario tecnico:  Davíð Snorri Jónasson
| N. | Pos. | Giocatore                   | Data nascita (età)          | Pres. | Reti | Squadra              |
| -- | ---- | --------------------------- | --------------------------- | ----- | ---- | -------------------- |
| 1  | P    | Elías Rafn Ólafsson         | 11 marzo 2000 (21 anni)     | 4     | 0    | Fredericia           |
| 2  | D    | Finnur Tómas Pálmason       | 12 febbraio 2001 (20 anni)  | 3     | 0    | IFK Norrköping       |
| 3  | D    | Valgeir Lunddal Friðriksson | 24 settembre 2001 (19 anni) | 1     | 0    | Häcken               |
| 4  | D    | Róbert Orri Þorkelsson      | 3 aprile 2002 (18 anni)     | 3     | 0    | Breiðablik           |
| 5  | D    | Ísak Óli Ólafsson           | 30 giugno 2000 (20 anni)    | 8     | 2    | SønderjyskE          |
| 6  | C    | Alex Þór Hauksson           | 26 novembre 1999 (21 anni)  | 18    | 1    | Öster                |
| 7  | C    | Ísak Bergmann Jóhannesson   | 23 marzo 2003 (18 anni)     | 4     | 0    | IFK Norrköping       |
| 8  | C    | Andri Baldursson            | 10 gennaio 2002 (19 anni)   | 3     | 0    | Bologna              |
| 9  | A    | Stefán Teitur Þórðarson     | 16 ottobre 1998 (22 anni)   | 14    | 1    | Silkeborg            |
| 10 | C    | Mikael Anderson             | 1º luglio 1998 (22 anni)    | 13    | 0    | Midtjylland          |
| 11 | C    | Jón Dagur Þorsteinsson      | 26 novembre 1998 (22 anni)  | 21    | 5    | Aarhus               |
| 12 | P    | Hákon Rafn Valdimarsson     | 13 ottobre 2001 (19 anni)   | 0     | 0    | Grótta               |
| 13 | P    | Patrik Gunnarsson           | 15 novembre 2000 (20 anni)  | 10    | 0    | Silkeborg            |
| 14 | A    | Brynjólfur Darri Willumsson | 12 agosto 2000 (20 anni)    | 12    | 1    | Kristiansund BK      |
| 15 | C    | Valdimar Þór Ingimundarson  | 28 aprile 1999 (21 anni)    | 8     | 1    | Strømsgodset         |
| 16 | D    | Hörður Ingi Gunnarsson      | 14 agosto 1998 (22 anni)    | 15    | 0    | FH Hafnarfjörður     |
| 17 | A    | Sveinn Aron Guðjohnsen      | 12 maggio 1998 (22 anni)    | 15    | 6    | Odense               |
| 18 | C    | Willum Þór Willumsson       | 23 ottobre 1998 (22 anni)   | 17    | 3    | BATĖ Borisov         |
| 19 | A    | Bjarki Steinn Bjarkason     | 11 maggio 2000 (20 anni)    | 2     | 0    | Venezia              |
| 20 | C    | Kolbeinn Finnsson           | 25 agosto 1999 (21 anni)    | 15    | 0    | Borussia Dortmund II |
| 21 | C    | Þórir Jóhann Helgason       | 28 settembre 2000 (20 anni) | 6     | 0    | FH Hafnarfjörður     |
| 22 | C    | Kolbeinn Þórðarson          | 12 marzo 2000 (21 anni)     | 6     | 0    | Lommel               |
| 23 | D    | Ari Leifsson                | 19 agosto 1998 (22 anni)    | 17    | 1    | Strømsgodset         |

### Russia
La squadra è stata annunciata il 15 marzo 2021. Konstantin Tjukavin ha sostituito Konstantin Kučaev il 20 marzo 2021.
Commissario tecnico:  Michail Galaktionov
| N. | Pos. | Giocatore               | Data nascita (età)          | Pres. | Reti | Squadra                |
| -- | ---- | ----------------------- | --------------------------- | ----- | ---- | ---------------------- |
| 1  | P    | Ivan Lomaev             | 21 gennaio 1999 (22 anni)   | 1     | 0    | Kryl'ja Sovetov Samara |
| 2  | D    | Najair Tiknizjan        | 12 maggio 1999 (21 anni)    | 4     | 0    | CSKA Mosca             |
| 3  | D    | Igor' Diveev            | 27 settembre 1999 (21 anni) | 10    | 3    | CSKA Mosca             |
| 4  | D    | Roman Evgen'ev          | 23 febbraio 1999 (22 anni)  | 12    | 1    | Dinamo Mosca           |
| 5  | D    | Danil Krugovoj          | 28 maggio 1998 (22 anni)    | 6     | 1    | Zenit San Pietroburgo  |
| 6  | D    | Artëm Golubev           | 21 gennaio 1999 (22 anni)   | 9     | 0    | Ufa                    |
| 7  | C    | Aleksandr Lomovickij    | 27 gennaio 1998 (23 anni)   | 14    | 2    | Arsenal Tula           |
| 8  | A    | Konstantin Tjukavin     | 22 giugno 2002 (18 anni)    | 0     | 0    | Dinamo Mosca           |
| 9  | A    | Fëdor Čalov             | 10 aprile 1998 (22 anni)    | 20    | 10   | CSKA Mosca             |
| 10 | C    | Ivan Obljakov           | 5 luglio 1998 (22 anni)     | 27    | 6    | CSKA Mosca             |
| 11 | C    | Magomed-Šapi Sulejmanov | 16 dicembre 1999 (21 anni)  | 10    | 3    | Krasnodar              |
| 12 | P    | Aleksandr Maksimenko    | 19 marzo 1998 (23 anni)     | 10    | 0    | Spartak Mosca          |
| 13 | A    | Denis Makarov           | 18 febbraio 1998 (23 anni)  | 3     | 0    | Rubin                  |
| 14 | D    | Pavel Maslov            | 14 aprile 2000 (20 anni)    | 5     | 0    | Spartak Mosca          |
| 15 | C    | Daniil Kulikov          | 24 giugno 1998 (22 anni)    | 2     | 0    | Lokomotiv Mosca        |
| 16 | D    | Nikita Kalugin          | 12 marzo 1998 (23 anni)     | 10    | 1    | Neftechimik            |
| 17 | A    | Vjačeslav Grulëv        | 23 marzo 1999 (22 anni)     | 11    | 3    | Dinamo Mosca           |
| 18 | C    | Daniil Utkin            | 12 ottobre 1999 (21 anni)   | 10    | 1    | Krasnodar              |
| 19 | C    | Daniil Lesovoj          | 12 gennaio 1998 (23 anni)   | 7     | 1    | Dinamo Mosca           |
| 20 | C    | Nail' Umjarov           | 27 giugno 2000 (20 anni)    | 8     | 1    | Spartak Mosca          |
| 21 | C    | Danil Glebov            | 3 novembre 1999 (21 anni)   | 12    | 2    | Rostov                 |
| 22 | C    | Arsen Zacharjan         | 26 maggio 2003 (17 anni)    | 0     | 0    | Dinamo Mosca           |
| 23 | P    | Denis Adamov            | 20 febbraio 1998 (23 anni)  | 0     | 0    | Soči                   |

## Gruppo D

### Croazia
La squadra è stata annunciata il 9 marzo 2021. David Čolina ha sostituito l'infortunato Joško Gvardiol il 18 marzo 2021, Matej Vuk ha sostituito l'infortunato Luka Sučić il 21 marzo 2021 e Hrvoje Babec ha sostituito l'infortunato Borna Sosa il 22 marzo 2021.
Il 25 maggio 2021 sono stati annunciati i calciatori sostituiti e quelli convocati per la fase a eliminazione diretta del torneo.
Commissario tecnico:  Igor Bišćan
| N. | Pos. | Giocatore           | Data nascita (età)         | Pres. | Reti | Squadra             |
| -- | ---- | ------------------- | -------------------------- | ----- | ---- | ------------------- |
| 1  | P    | Adrian Šemper       | 12 gennaio 1998 (23 anni)  | 11    | 0    | Chievo              |
| 2  | D    | Marin Šverko        | 4 febbraio 1998 (23 anni)  | 8     | 1    | Saarbrücken         |
| 3  | C    | Hrvoje Babec        | 28 luglio 1999 (21 anni)   | 0     | 0    | HNK Gorica          |
| 4  | D    | David Čolina        | 19 luglio 2000 (20 anni)   | 4     | 0    | Hajduk Spalato      |
| 4  | D    | Boško Šutalo        | 1º gennaio 2000 (21 anni)  | 10    | 1    | Atalanta            |
| 5  | D    | Martin Erlić        | 24 gennaio 1998 (23 anni)  | 4     | 0    | Spezia              |
| 6  | C    | Darko Nejašmić      | 25 gennaio 1999 (22 anni)  | 8     | 2    | Hajduk Spalato      |
| 6  | D    | Joško Gvardiol      | 23 gennaio 2002 (19 anni)  | 5     | 1    | Dinamo Zagabria     |
| 7  | C    | Luka Ivanušec       | 26 novembre 1998 (22 anni) | 24    | 8    | Dinamo Zagabria     |
| 8  | C    | Nikola Moro         | 12 marzo 1998 (23 anni)    | 20    | 5    | Dinamo Mosca        |
| 9  | A    | Sandro Kulenović    | 4 dicembre 1999 (21 anni)  | 13    | 6    | Rijeka              |
| 10 | C    | Lovro Majer         | 17 gennaio 1998 (23 anni)  | 16    | 5    | Dinamo Zagabria     |
| 11 | D    | Domagoj Bradarić    | 10 dicembre 1999 (21 anni) | 10    | 0    | Lilla               |
| 12 | P    | Dominik Kotarski    | 10 febbraio 2000 (21 anni) | 2     | 0    | Ajax                |
| 12 | P    | Ivor Pandur         | 25 marzo 2000 (21 anni)    | 0     | 0    | Verona              |
| 13 | C    | Mihael Žaper        | 11 agosto 1998 (22 anni)   | 5     | 0    | Osijek              |
| 13 | C    | Neven Đurasek       | 15 agosto 1998 (22 anni)   | 4     | 1    | Varaždin            |
| 14 | A    | Dario Vizinger      | 6 giugno 1998 (22 anni)    | 3     | 1    | Wolfsberger         |
| 15 | D    | Krešimir Krizmanić  | 3 luglio 2000 (20 anni)    | 2     | 0    | HNK Gorica          |
| 16 | C    | Bartol Franjić      | 14 gennaio 2000 (21 anni)  | 1     | 0    | Dinamo Zagabria     |
| 17 | C    | Kristijan Bistrović | 9 aprile 1998 (22 anni)    | 14    | 4    | Kasımpaşa           |
| 18 | A    | Marko Divković      | 30 giugno 1999 (21 anni)   | 1     | 0    | DAC Dunajská Streda |
| 18 | A    | Stipe Biuk          | 26 dicembre 2002 (18 anni) | 0     | 0    | Hajduk Spalato      |
| 19 | A    | Matej Vuk           | 10 giugno 2000 (20 anni)   | 1     | 0    | Istria 1961         |
| 20 | A    | Petar Musa          | 4 marzo 1998 (23 anni)     | 8     | 4    | Union Berlino       |
| 21 | A    | Dario Špikić        | 22 marzo 1999 (22 anni)    | 6     | 2    | HNK Gorica          |
| 22 | D    | Mario Vušković      | 16 novembre 2001 (19 anni) | 2     | 0    | Hajduk Spalato      |
| 23 | P    | Ivan Nevistić       | 31 luglio 1998 (22 anni)   | 1     | 0    | Rijeka              |

### Inghilterra
La squadra è stata annunciata il 15 marzo 2021.
Commissario tecnico:  Aidy Boothroyd
| N. | Pos. | Giocatore          | Data nascita (età)          | Pres. | Reti | Squadra         |
| -- | ---- | ------------------ | --------------------------- | ----- | ---- | --------------- |
| 1  | P    | Aaron Ramsdale     | 14 maggio 1998 (22 anni)    | 12    | -15  | Sheffield Utd   |
| 2  | D    | Max Aarons         | 5 gennaio 2000 (21 anni)    | 7     | 0    | Norwich City    |
| 3  | D    | Lloyd Kelly        | 6 ottobre 1998 (22 anni)    | 7     | 0    | Bournemouth     |
| 4  | D    | Ben Godfrey        | 15 gennaio 1998 (23 anni)   | 5     | 1    | Everton         |
| 5  | D    | Marc Guéhi         | 13 luglio 2000 (20 anni)    | 8     | 0    | Swansea City    |
| 6  | C    | Tom Davies         | 30 giugno 1998 (22 anni)    | 19    | 1    | Everton         |
| 7  | C    | Mason Greenwood    | 1º ottobre 2001 (19 anni)   | 4     | 1    | Manchester Utd  |
| 8  | C    | Conor Gallagher    | 6 febbraio 2000 (21 anni)   | 5     | 1    | West Bromwich   |
| 9  | A    | Eddie Nketiah      | 30 maggio 1999 (21 anni)    | 10    | 12   | Arsenal         |
| 10 | C    | Callum Hudson-Odoi | 7 novembre 2000 (20 anni)   | 4     | 2    | Chelsea         |
| 11 | D    | Ryan Sessegnon     | 18 maggio 2000 (20 anni)    | 16    | 1    | Hoffenheim      |
| 12 | D    | Ben Wilmot         | 4 novembre 1999 (21 anni)   | 1     | 0    | Watford         |
| 13 | P    | Josef Bursik       | 12 luglio 2000 (20 anni)    | 1     | 0    | Stoke City      |
| 14 | D    | Steven Sessegnon   | 18 maggio 2000 (20 anni)    | 3     | 0    | Bristol City    |
| 15 | D    | Japhet Tanganga    | 31 marzo 1999 (21 anni)     | 0     | 0    | Tottenham       |
| 16 | C    | Oliver Skipp       | 16 settembre 2000 (20 anni) | 5     | 0    | Norwich City    |
| 17 | C    | Curtis Jones       | 30 gennaio 2001 (20 anni)   | 3     | 1    | Liverpool       |
| 18 | C    | Emile Smith Rowe   | 28 luglio 2000 (20 anni)    | 0     | 0    | Arsenal         |
| 19 | A    | Rhian Brewster     | 1º aprile 2000 (20 anni)    | 8     | 0    | Sheffield Utd   |
| 20 | A    | Eberechi Eze       | 29 giugno 1998 (22 anni)    | 2     | 0    | Crystal Palace  |
| 21 | A    | Dwight McNeil      | 22 novembre 1999 (21 anni)  | 3     | 0    | Burnley         |
| 22 | P    | Joshua Griffiths   | 5 settembre 2001 (19 anni)  | 0     | 0    | Cheltenham Town |
| 23 | C    | Noni Madueke       | 10 marzo 2002 (19 anni)     | 0     | 0    | PSV             |

### Portogallo
La squadra è stata annunciata il 15 marzo 2021. João Mário e Gonçalo Ramos hanno sostituito gli infortunato Jota e Rafael Leão il 19 marzo 2021.
Il 25 maggio 2021 sono stati annunciati i calciatori sostituiti e quelli convocati per la fase a eliminazione diretta del torneo.
Commissario tecnico:  Rui Jorge
| N. | Pos. | Giocatore           | Data nascita (età)          | Pres. | Reti | Squadra          |
| -- | ---- | ------------------- | --------------------------- | ----- | ---- | ---------------- |
| 1  | P    | Diogo Costa         | 19 settembre 1999 (21 anni) | 10    | -10  | Porto            |
| 2  | D    | Thierry Correia     | 9 marzo 1999 (22 anni)      | 5     | 0    | Valencia         |
| 2  | D    | Abdu Conté          | 24 marzo 1998 (23 anni)     | 0     | 0    | Moreirense       |
| 3  | D    | Diogo Leite         | 23 gennaio 1999 (22 anni)   | 16    | 2    | Porto            |
| 4  | D    | Diogo Queirós       | 5 gennaio 1999 (22 anni)    | 7     | 2    | Famalicão        |
| 5  | D    | Diogo Dalot         | 18 marzo 1999 (22 anni)     | 9     | 0    | Milan            |
| 6  | C    | Florentino Luís     | 19 settembre 1999 (21 anni) | 7     | 0    | Monaco           |
| 7  | C    | Vitinha             | 13 febbraio 2000 (21 anni)  | 11    | 1    | Wolverhampton    |
| 8  | C    | Gedson Fernandes    | 9 gennaio 1999 (22 anni)    | 11    | 2    | Galatasaray      |
| 9  | A    | Gonçalo Ramos       | 20 giugno 2001 (19 anni)    | 3     | 1    | Benfica          |
| 9  | A    | Rafael Leão         | 10 giugno 1999 (21 anni)    | 12    | 1    | Milan            |
| 10 | C    | Daniel Bragança     | 27 maggio 1999 (21 anni)    | 7     | 0    | Sporting Lisbona |
| 11 | A    | Dany Mota           | 2 maggio 1998 (22 anni)     | 11    | 4    | Monza            |
| 12 | P    | Luís Maximiano      | 5 gennaio 1999 (22 anni)    | 2     | 0    | Sporting Lisbona |
| 13 | D    | Tomás Tavares       | 7 marzo 2001 (20 anni)      | 5     | 0    | Farense          |
| 14 | D    | Pedro Pereira       | 22 gennaio 1998 (23 anni)   | 4     | 0    | Crotone          |
| 15 | D    | Tiago Djaló         | 9 aprile 2000 (20 anni)     | 2     | 0    | Lilla            |
| 16 | C    | Filipe Soares       | 20 maggio 1999 (21 anni)    | 1     | 0    | Moreirense       |
| 16 | C    | Romário Baró        | 25 gennaio 2000 (21 anni)   | 1     | 0    | Porto            |
| 17 | A    | Francisco Trincão   | 29 dicembre 1999 (21 anni)  | 5     | 1    | Barcellona       |
| 18 | C    | Pedro Gonçalves     | 28 giugno 1998 (22 anni)    | 5     | 2    | Sporting Lisbona |
| 19 | A    | Tiago Tomás         | 16 giugno 2002 (18 anni)    | 0     | 0    | Sporting Lisbona |
| 20 | A    | João Mário          | 3 gennaio 2000 (21 anni)    | 3     | 0    | Porto            |
| 20 | C    | Jota                | 30 marzo 1999 (22 anni)     | 15    | 4    | Real Valladolid  |
| 21 | A    | Francisco Conceição | 14 dicembre 2002 (18 anni)  | 0     | 0    | Porto            |
| 22 | P    | João Virgínia       | 10 ottobre 1999 (21 anni)   | 2     | 0    | Everton          |
| 23 | C    | Fábio Vieira        | 30 maggio 2000 (20 anni)    | 7     | 5    | Porto            |

### Svizzera
La squadra è stata annunciata il 15 marzo 2021. Kevin Rüegg ha sostituito l'infortunato Noah Okafor.
Commissario tecnico:  Mauro Lustrinelli
| N. | Pos. | Giocatore            | Data nascita (età)          | Pres. | Reti | Squadra      |
| -- | ---- | -------------------- | --------------------------- | ----- | ---- | ------------ |
| 1  | P    | Philipp Köhn         | 2 aprile 1998 (22 anni)     | 4     | 0    | Wil          |
| 2  | D    | Jasper van der Werff | 9 dicembre 1998 (22 anni)   | 7     | 0    | Basilea      |
| 3  | D    | Silvan Sidler        | 7 luglio 1998 (22 anni)     | 13    | 1    | Lucerna      |
| 4  | D    | Jan Bamert           | 9 marzo 1998 (23 anni)      | 13    | 1    | Sion         |
| 5  | D    | Cédric Zesiger       | 24 giugno 1998 (22 anni)    | 15    | 0    | Young Boys   |
| 6  | C    | Toni Domgjoni        | 4 settembre 1998 (22 anni)  | 15    | 0    | Zurigo       |
| 7  | C    | Kevin Rüegg          | 5 agosto 1998 (22 anni)     | 10    | 0    | Verona       |
| 8  | C    | Bastien Toma         | 24 giugno 1999 (21 anni)    | 15    | 2    | Genk         |
| 9  | A    | Jérémy Guillemenot   | 6 gennaio 1998 (23 anni)    | 14    | 4    | San Gallo    |
| 10 | C    | Petar Pusic          | 25 gennaio 1999 (22 anni)   | 15    | 2    | Grasshoppers |
| 11 | A    | Andi Zeqiri          | 22 giugno 1999 (21 anni)    | 13    | 11   | Brighton     |
| 12 | P    | Timothy Fayulu       | 24 luglio 1999 (21 anni)    | 0     | 0    | Sion         |
| 13 | C    | Fabian Rieder        | 16 febbraio 2002 (19 anni)  | 0     | 0    | Young Boys   |
| 14 | A    | Dan Ndoye            | 24 maggio 2000 (20 anni)    | 9     | 4    | Nizza        |
| 15 | D    | Leonidas Stergiou    | 3 marzo 2002 (19 anni)      | 1     | 0    | San Gallo    |
| 16 | C    | Simon Sohm           | 11 aprile 2001 (19 anni)    | 2     | 0    | Parma        |
| 17 | C    | Kastriot Imeri       | 27 giugno 2000 (20 anni)    | 6     | 1    | Servette     |
| 18 | A    | Filip Stojilković    | 4 gennaio 2000 (21 anni)    | 7     | 2    | Aarau        |
| 19 | A    | Felix Mambimbi       | 18 gennaio 2001 (20 anni)   | 4     | 0    | Young Boys   |
| 20 | D    | Miro Muheim          | 24 marzo 1998 (23 anni)     | 3     | 0    | San Gallo    |
| 21 | P    | Anthony Racioppi     | 31 dicembre 1998 (22 anni)  | 10    | 0    | Digione      |
| 22 | C    | Alex Jankewitz       | 25 dicembre 2001 (19 anni)  | 6     | 0    | Southampton  |
| 23 | D    | Jordan Lotomba       | 29 settembre 1998 (22 anni) | 11    | 1    | Nizza        |